# یواس‌اس اکتیو (۱۸۳۷)
یواس‌اس اکتیو (۱۸۳۷) (به انگلیسی: USS Active (1837)) یک کشتی بود. این کشتی در سال ۱۸۳۷ ساخته شد.